# حسن محقق
محمدحسن محققی (۲ تیر ۱۳۴۲ – ۲۵ خرداد ۱۴۰۴) معروف به حسن محقق سرتیپ سپاه پاسداران انقلاب اسلامی بود که از سال ۱۳۹۸ تا ۱۴۰۴ جانشین سازمان اطلاعات سپاه پاسداران انقلاب اسلامی بود.‌‌‌ وی در ۲۵ خرداد ۱۴۰۴ پس از حمله اسرائیل به ساختمان سازمان اطلاعات سپاه پاسداران به همراه محمد کاظمی رئیس سازمان و دیگر معاونان این سازمان کشته شد.‌

## یادداشت
1. ↑  پس از ترور، به سرلشکر پاسدار ترفیع داده‌شد.